# سری ام‌اکس جونیپر
]]]]]]]]
سری ام‌اکس جونیپر خانواده ای از روترها و سوئیچ‌های اترنت است که توسط جونیپر نتورکس طراحی و تولید شده‌است. در سال ۲۰۰۶، جونیپر اولین مدل از سری ام‌اکس، ام‌اکس۹۶۰، ام‌اکس۲۴۰ و ام‌اکس۴۸۰ را منتشر کرد. روترهای نسل دوم با نام ام‌اکس «تری‌دی» برای اولین بار در سال ۲۰۰۹ عرضه شدند و دارای چیپست جدید تریو و پشتیبانی از آی‌پی نسخه۶ بودند. در سال ۲۰۱۳، روترهای ام‌اکس برای افزایش پهنای باند خود بهبود یافتند و یک روتر مجازی ام‌اکس تری‌دی، ام‌اکس مجازی تری‌دی، در سال ۲۰۱۴ منتشر شد. با استفاده از کیت ابزار جونیپر، نرم‌افزار شخص ثالث را می‌توان در روترها ادغام کرد.

## تاریخچه

### نسخه‌های منتشر شده اولیه
در ۱۸ اکتبر ۲۰۰۶، سری ام‌اکس به‌طور عمومی معرفی شد. قبل از انتشار، تجمیع اترنت جزء گمشده محصولات شبکه لبه جونیپر بود که باعث از دست دادن سهم بازار آن نسبت به آلکاتل شد. سری ام‌اکس دیر وارد بازار شد، اما با استقبال خوبی از سوی تحلیلگران و مشتریان مواجه شد. این بخشی از یک روند در آن زمان بود که ویژگی‌های نرم‌افزاری اضافی را در روترها و سوئیچ‌ها به کار برد.
اولین محصول منتشر شده از سری ام‌اکس، ام‌اکس۹۶۰ بود، یک سوئیچ و روتر ۱۴ اسلات، ۴۸۰ گیگابیت بر ثانیه. در اواخر سال ۲۰۰۶، ام‌اکس۲۴۰ و ام‌اکس۴۸۰ را معرفی کرد که نسخه‌های کوچک‌تری از ۹۶۰ هستند آنها به ترتیب ۲۴۰ گیگابیت بر ثانیه و ۴۸۰ گیگابیت بر ثانیه داشتند.

### پیشرفتهای بعدی
در سال ۲۰۰۹ خط جدیدی از محصولات «ام‌اکس تری‌دی» با استفاده از چیپست قابل برنامه‌ریزی تریو معرفی شد. تریو یک فناوری نیمه هادی اختصاصی با دستورالعمل‌های شبکه سفارشی است. این تلاقی بین واحدهای پردازش شبکه و اسیک‌ها را فراهم می‌کند. ویژگی‌های آی‌پی نسخه۶ اضافه شد و ام‌اکس۸۰، یک روتر کوچکتر ۸۰ گیگابیت بر ثانیه، در سال بعد معرفی شد.
در سال ۲۰۱۱ کارت‌های فابریک سوئیچ جدید ظرفیت روترهای ام‌اکس تری‌دی را افزایش دادند. در ماه مه ۲۰۱۱ جونیپر چندین محصول جدید از جمله روترهای ام‌اکس۵، ام‌اکس۱۰ و امراکس۴۰تری‌دی را معرفی کرد که به ترتیب دارای توان عملیاتی ۲۰، ۴۰ و ۶۰ گیگابیت بر ثانیه هستند و می‌توان هر کدام را به ام‌اکس۸۰ ارتقا داد. مجموعه ای از ویژگی‌ها به نام موبایل‌نکست در سال ۲۰۱۱ در کنگره جهانی موبایل معرفی شد، سپس در اوت ۲۰۱۳ متوقف شد. به گفته مجله دنیای شبکه، به محصولات ام‌اکس تری‌دی اجازه می‌دهد تا به عنوان یک «دروازه» تلفن همراه، یک برنامه کنترل احراز هویت و مدیریت برای هسته‌های بسته موبایل۲جی/۳جی و ال‌تی‌ای و به عنوان یک مدیر خط مشی برای سیستم‌های مدیریت مشترکین خدمت کنند.
در اکتبر ۲۰۱۲، جونیپر روترهای یونیورسال تری‌دی ام‌اکس۲۰۲۰ و ۲۰۱۰ را با توان عملیاتی ۸۰ ترابیت بر ثانیه و ۴۰ ترابیت بر ثانیه معرفی کرد. جونیپر همچنین یک سیستم کش ویدیویی برای خانواده ام‌اکس و مجموعه ای از نرم‌افزارهای کاربردی که شامل کنترل والدین، فایروال و نظارت بر ترافیک است، منتشر کرد. ویژگی‌های جدید «شاسی مجازی» به اپراتورهای شبکه اجازه می‌دهد چندین جعبه را طوری مدیریت کنند که گویی یک روتر یا سوئیچ واحد هستند.

### پیشرفت‌های اخیر
در سال ۲۰۱۳، جونیپر کارت‌های خط جدیدی را برای سری ام‌اکس و یک ماژول فابریک سوئیچ جدید معرفی کرد که قصد داشت سری ام‌اکس را برای نیازهای پهنای باند بالاتر و برای برنامه‌های شبکه تعریف‌شده نرم‌افزار ارتقا دهد. ظرفیت ام‌اکس۲۴۰، ۴۸۰ و ۹۶۰ دو برابر یا بیشتر افزایش یافت. یک کارت رابط مدولار چندسویگی جدید (MS-MIC) گنجانده شده‌است که تا ۹ گیگابیت بر ثانیه را برای خدماتی مانند نرم‌افزار تونل زدن پشتیبانی می‌کند.
در مارس ۲۰۱۳، جونیپر سوئیچ ای‌اکس۹۲۰۰ را منتشر کرد که بخشی از سری ام‌اکس نیست، اما از همان نرم‌افزار و چیپست تریو استفاده می‌کند. یک روتر سه بعدی مجازی سری ام‌اکس، مجازی ام‌اکس تری‌دی، در نوامبر ۲۰۱۴ معرفی. مجموعه ای از به روز رسانی‌ها در اواخر سال ۲۰۱۵ اعلام شد. کارت‌های خط ام‌پی‌سی جدیدی معرفی شدند که دارای توان عملیاتی تا ۱٫۶ ترابیت بر ثانیه هستند. به‌طور همزمان جعبه ابزار توسعه جونیپر (JET) معرفی شد. جعبه ابزار توسعه جونیپر یک رابط برنامه‌نویسی برای یکپارچه سازی برنامه‌های شخص ثالث است که تهیه، نگهداری و سایر وظایف را خودکار می‌کند. رابط تله‌متری جونوس نیز در همان زمان اعلام شد. داده‌ها را به برنامه‌ها و سایر تجهیزات گزارش می‌دهد تا تغییرات شبکه را در پاسخ به خطاها یا به منظور بهینه‌سازی عملکرد به‌طور خودکار انجام دهد.

## محصولات و مشخصات فعلی
طبق وب سایت جونیپر، محصولات فعلی جونیپر سری ام‌اکس شامل موارد زیر است:
| روتر/سوئیچ  | ظرفیت (Gbps)          | اندازه (واحد قفسه) |
| ----------- | --------------------- | ------------------ |
| ام‌اکس۵      | ۲۰ (قابل ارتقا به ۸۰) | 2U                 |
| ام‌اکس۱۰     | ۴۰ (قابل ارتقا به ۸۰) | 2U                 |
| ام‌اکس۴۰     | ۶۰ (قابل ارتقا به ۸۰) | 2U                 |
| ام‌اکس۸۰     | ۸۰                    | 2U                 |
| ام‌اکس۱۰۴    | ۸۰                    | 3.5U               |
| ام‌اکس۱۵۰    | ۴۰                    | 1U                 |
| ام‌اکس۲۰۴    | ۸۰۰                   | 1U                 |
| ام‌اکس۲۴۰    | ۱٬۹۲۰                 | 5U                 |
| ام‌اکس۴۸۰    | ۵٬۱۲۰                 | 8U                 |
| ام‌اکس۹۶۰    | ۹٬۹۲۰                 | 16U                |
| ام‌اکس۲۰۰۸   | ۴۰۰۰۰                 | 24U                |
| ام‌اکس۲۰۱۰   | ۴۰۰۰۰                 | 34U                |
| ام‌اکس۲۰۲۰   | ۸۰۰۰۰                 | 45U                |
| ام‌اکس۱۰۰۰۳  | ۲۴۰۰                  | 3U                 |
| ام‌اکس۱۰۰۰۸  | ۱۹۲۰۰                 | 13U                |
| ام‌اکس۱۰۰۱۶  | ۳۸۴۰۰                 | 21U                |
| ام‌اکس مجازی | 160                   | N/A                |